# 水主神社 (城陽市)
水主神社（みずしじんじゃ）は、京都府城陽市水主宮馬場に鎮座する神社である。式内大社で、旧社格は府社。

## 祭神
由緒によると、現在祀られている祭神は以下の十柱であるとする。
- 天照御魂神
- 天香語山命
- 天村雲神
- 天忍男神
- 建額赤命
- 建筒草命
- 建多背命
- 建諸隅命
- 倭得玉彦命
- 山背大國魂命

しかし、『全国神社祭祀祭礼総合調査』によると、祭神は以下の五柱とある。
- 天照御魂神
- 天香語山命
- 山背大国魂命
- 大縫命
- 小縫命

『延喜式神名帳』によると、「水主神社 十座 並大 月次新嘗 就中同水主坐天照御魂神水主坐山背大国魂命神二座預相嘗祭」とあることから、当初は祭神が十柱いたこと、そのうちの二柱が天照御魂神、山背大国魂命であることが窺える。

## 歴史

### 創建
社伝によると、崇神天皇の時代、豊鋤入姫命をして天照大神を倭笠縫邑に遷し、また淳名城入姫命をして、倭大国魂命を倭、山背大國魂命を山背の二国に祀らしめたとし、このうち山背に奉斎したのを当社とする。『新撰姓氏録』（815年）に「山城国神別 水主直 火明命之後也」とあることから、本来はこの水主直が祖神である天火明神（天照御魂神）を奉斎した神社と推測される。

### 概史
天安2年（858年）に雨乞、貞観元年（859年）には風雨祈祷がされるなど、国史では当社への祈雨奉幣のの記事が散見され、更に『延喜式』臨時祭では祈雨神祭八十五座に選定されているなど、祈雨に対し霊験が強いとされていた。『延喜式神名帳』では大社に列格した。

### 神階
- 天安3年（859年）1月27日、従五位上から従四位下（『日本三代実録』）- 表記は「水主神」
- 貞観8年（866年）11月20日、従四位下から従四位上（『日本三代実録』）- 表記は「水主神」

## 境内
拝殿より奥は鉄格子に守られており、本殿や境内社も含めいずれもその中にあるため、本殿前まで近寄ることはできない。正面に水主神社本殿があり、左側に樺井月神社（後述）、右側に衣縫神社が鎮座する。

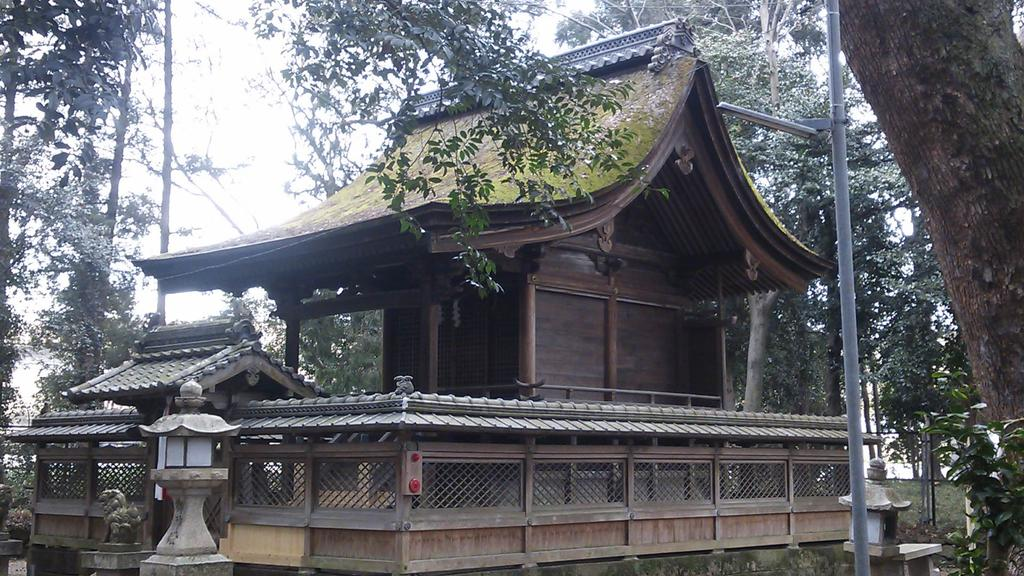
本殿
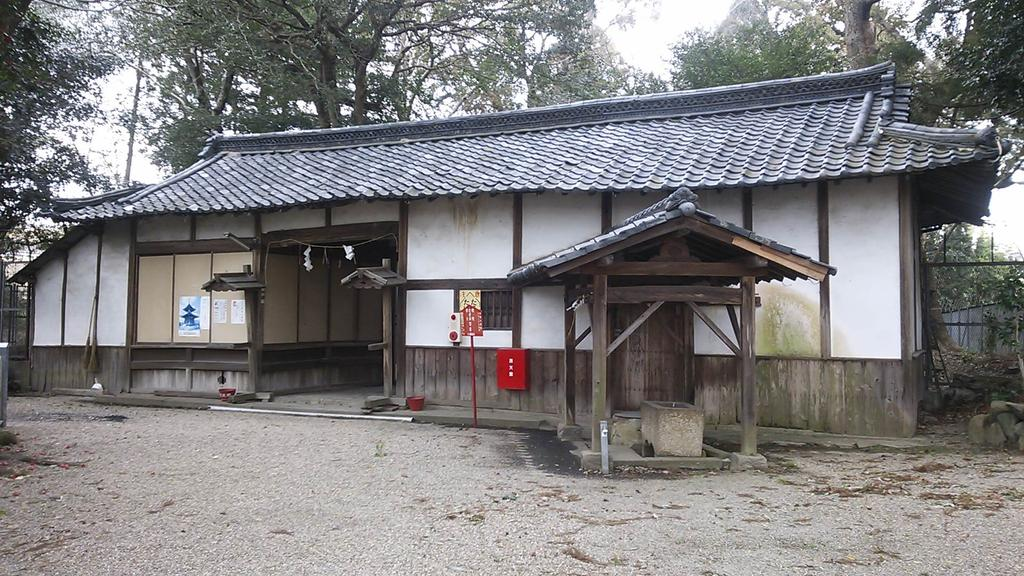
拝殿
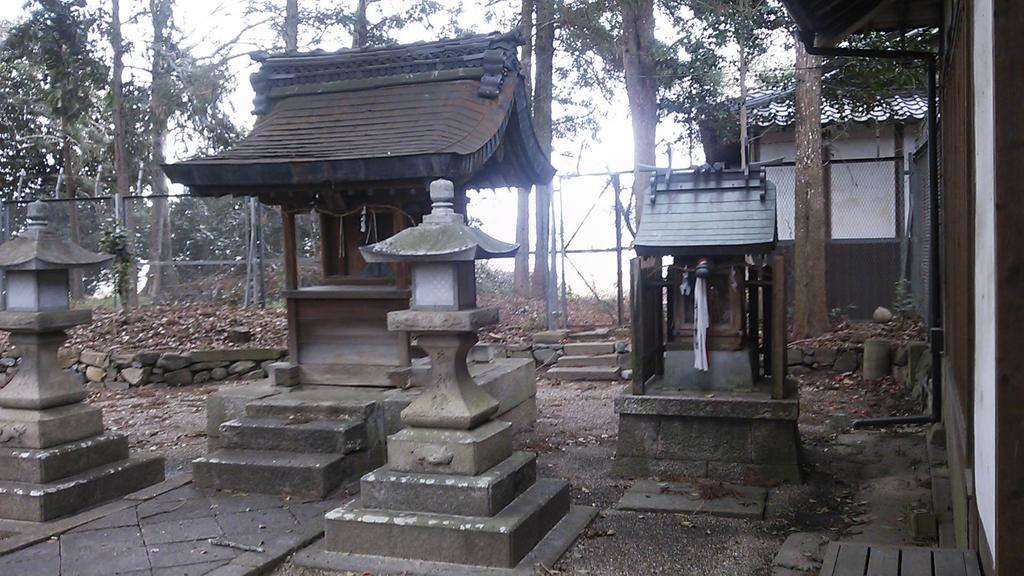
衣縫神社

### 樺井月神社
樺井月神社（かばいづきじんじゃ）は、水主神社の境内社である。式内大社。

#### 歴史
創建年代は不詳だが、同じ綴喜郡の式内社に月読神社があり、関係性が指摘されているほか、かつては月読神社と共に大住に鎮座していたとされる。しかし、木津川の氾濫により社殿を流失し、1672年（寛文12年）に水主神社の境内に遷座した。以降は水主神社の兼掌となった。

#### 神階
- 天安3年（859年）1月27日、従五位下から従五位上（『日本三代実録』）- 表記は「樺井月神」

## 現地情報
所在地
- 京都府城陽市水主宮馬場1

交通アクセス
- 最寄駅：近鉄京都線富野荘駅下車後、西へ徒歩20分